# 컴, 투게더
"컴, 투게더"는 2017년에 개봉한 대한민국의 영화이다.

## 캐스팅
- 임형국 : 범구 역
- 이혜은 : 미영 역
- 채빈 : 한나 역
- 김재록 : 호준 역
- 한경현 : 유경 역
- 배정화 : 은정 역
- 원태희 : 소장 역
- 이상희 : 어드민 역
- 한성연 : 아영 역
- 이봄 : 가녀린 역
- 김푸른바다 : 경태 역
- 최지웅 : 동섭 역
- 김윤홍 : 상무 역
- 우기홍 : 새로운 소장 역
- 송영학 : 안경점 사장 역
- 양혜진 : 총각 1 역
- 정인태 : 총각 2 역
- 조용준 : 안마방 남직원 1 역
- 김경남 : 안마방 남직원 2 역
- 유현종 : 엘리베이터 사내 1 역
- 김명기 : 엘리베이터 사내 2 역
- 오지헌 : 문 형사 역
- 한송우 : 한 형사 역
- 주수정 : 진상엄마 역
- 홍은택 : 진상 딸 역
- 한강수 : 횡단보도 행인 역
- 신기원 : 은정남편 역
- 최현숙 : 은정엄마 역
- 강이은 : 레스토랑 여사장 역
- 이나영 : 안경점 여손님 역
- 서예진 : 안경점 여직원 역
- 박재원 : 부녀회장 역
- 이원혁 : 커플남 역
- 김효성 : 커플녀 역
- 정호익 : 택배기사 역
- 홍준기 : 술집 종업원 역
- DJ 소다 : 클럽 DJ 역
- 정찬우 : 골프장 변호사 역 (우정출연)
- 장대윤 : 엘리베이터 사내 3 역 (우정출연)
- 정재욱 : 정 형사 역 (우정출연)
- 윤홍배 : 아파트 경비원 역 (우정출연)
- 이동규 : 목격자 역 (우정출연)

## 수상
- 2016년 제21회 부산국제영화제 후보 한국영화의 오늘 - 비전 (신동일)
- 2016년 제42회 서울독립영화제 후보 경쟁부문 - 단편 (신동일)
- 2017년 제43회 시애틀국제영화제 후보 현대세계영화, 아시안 크로스로드 (신동일)
- 2017년 제15회 뉴욕 한국 영화제 후보 상영작 (신동일)
- 2017년 제12회 런던한국영화제 후보 시네마 나우 (신동일)
- 2017년 제12회 오사카 아시안 필름 페스티벌 후보 경쟁부문 (신동일)
- 2018년 제5회 들꽃영화상 후보 극영화 감독상 (신동일), 시나리오상 (한지수), 여우주연상 (이혜은)